# Psyche (missione spaziale)
Psyche è la quattordicesima missione spaziale del programma Discovery della NASA. L'obiettivo di questa missione è studiare l'asteroide metallico 16 Psyche, che potrebbe essere ciò che resta del nucleo ferroso di un antico protopianeta semidistrutto da una violenta collisione con un altro oggetto, che ne avrebbe strappato gli strati esterni. L'obiettivo scientifico della missione è identificare le caratteristiche (formazione, composizione ed evoluzione) di questo asteroide atipico e raccogliere dati sul processo di formazione dei nuclei planetari e più in generale del sistema solare.
Il progetto è stato selezionato nel gennaio 2017 e il lancio, inizialmente pianificato per settembre 2022, è stato posticipato a ottobre 2023.. Il lancio della sonda spaziale è avvenuto con successo il 13 ottobre 2023 tramite un Falcon Heavy di SpaceX. La sonda spaziale entrerà in orbita attorno a 16 Psyche nel 2029, dopo un viaggio di quasi sei anni. La durata prevista della missione scientifica è di almeno 21 mesi.

## Storia
Psyche venne proposta per il programma Discovery della NASA nel 2015 e il 30 settembre 2015 fu selezionata come una delle cinque missioni finaliste, ricevendo 3 milioni di dollari per un'ulteriore sviluppo del concetto.
Il 4 gennaio 2017, Psyche è stata selezionata come 14ª missione Discovery, con lancio previsto per il 2023. Nel maggio 2017 fu individuata una traiettoria più efficiente che prevedeva di anticipare il lancio della sonda a luglio 2022 a bordo di un lanciatore Falcon Heavy di SpaceX. Con quel piano di missione la sonda sarebbe arrivata nei pressi dell'asteroide il 31 gennaio 2026, dopo aver ricevuto l'assistenza gravitazionale di Marte nel maggio 2023.
Nel giugno 2022 la NASA ha riferito che, a causa della tardiva consegna delle apparecchiature di test e del software di volo, non aveva dato loro abbastanza tempo per completare i test richiesti e ha deciso di ritardare il lancio, con future finestre disponibili nel 2023 e 2024 per incontrarsi con l'asteroide rispettivamente nel 2029 e nel 2030.
Il 28 ottobre 2022, la NASA ha annunciato che la finestra di lancio di Psyche si sarebbe aperta nell'ottobre 2023, con arrivo sull'asteroide nell'agosto 2029.

## Obiettivi scientifici
16 Psyche è l'asteroide di tipo M più pesante conosciuto e si ritiene che sia il nucleo di ferro esposto di un protopianeta. Questo asteroide potrebbe essere il risultato di una violenta collisione con un altro corpo celeste, che ha portato alla perdita della crosta esterna. Le osservazioni radar dell'asteroide da Terra indicano che la composizione sia principalmente a base di ferro e nichel. L'esplorazione diretta di un nucleo planetario esposto potrebbe migliorare notevolmente la comprensione del processo di formazione planetaria. La missione di Psyche caratterizzerà la geologia, la forma, la composizione, il campo magnetico e la distribuzione di massa di Psyche.
In dettaglio, gli obiettivi scientifici della missione sono:
- Determinare se 16 Psyche è un nucleo planetario oppure se è materiale non fuso.
- Determinare l'età delle regioni superficiali di 16 Psyche.
- Determinare se piccoli corpi metallici incorporano gli stessi elementi leggeri previsti nel nucleo ad alta pressione della Terra.
- Determinare se 16 Psyche si è formata in condizioni più ossidanti o più riducenti rispetto al nucleo terrestre.
- Caratterizzare la topografia di 16 Psyche ad alta risoluzione.

Le domande scientifiche che questa missione intende affrontare sono:
- 16 Psyche è il nucleo spoglio di un planetesimo differenziato o si è formato come un corpo ricco di ferro? Quali erano gli elementi costitutivi dei pianeti? I planetesimi che si sono formati vicino al Sole avevano composizioni molto diverse?
- Se 16 Psyche fosse stata spogliata del suo mantello, quando e come ciò sarebbe avvenuto?
- Se 16 Psyche una volta era fusa, si è solidificata dall'interno verso l'esterno o dall'esterno verso l'interno?
- 16 Psyche ha prodotto una dinamo magnetica mentre si raffreddava?
- Quali sono i principali elementi che coesistono col ferro metallico del nucleo?
- Quali sono le caratteristiche chiave della geologia e topografia superficiale globale? Perché 16 Psyche appare radicalmente diverso dai corpi pietrosi e ghiacciati conosciuti?
- In che modo i crateri su un corpo metallico differiscono da quelli sulla roccia o sul ghiaccio?

## Caratteristiche
La sonda spaziale ha dimensioni di 4,9 x 2,2 x 2,4 metri, la piattaforma, una SSL 1300, è stata costruita dalla Space Systems Loral (SSL), a essa il JPL ha aggiunto i sottosistemi di comando e gestione dei dati, di telecomunicazione e tutto il software di volo.

### Propulsione

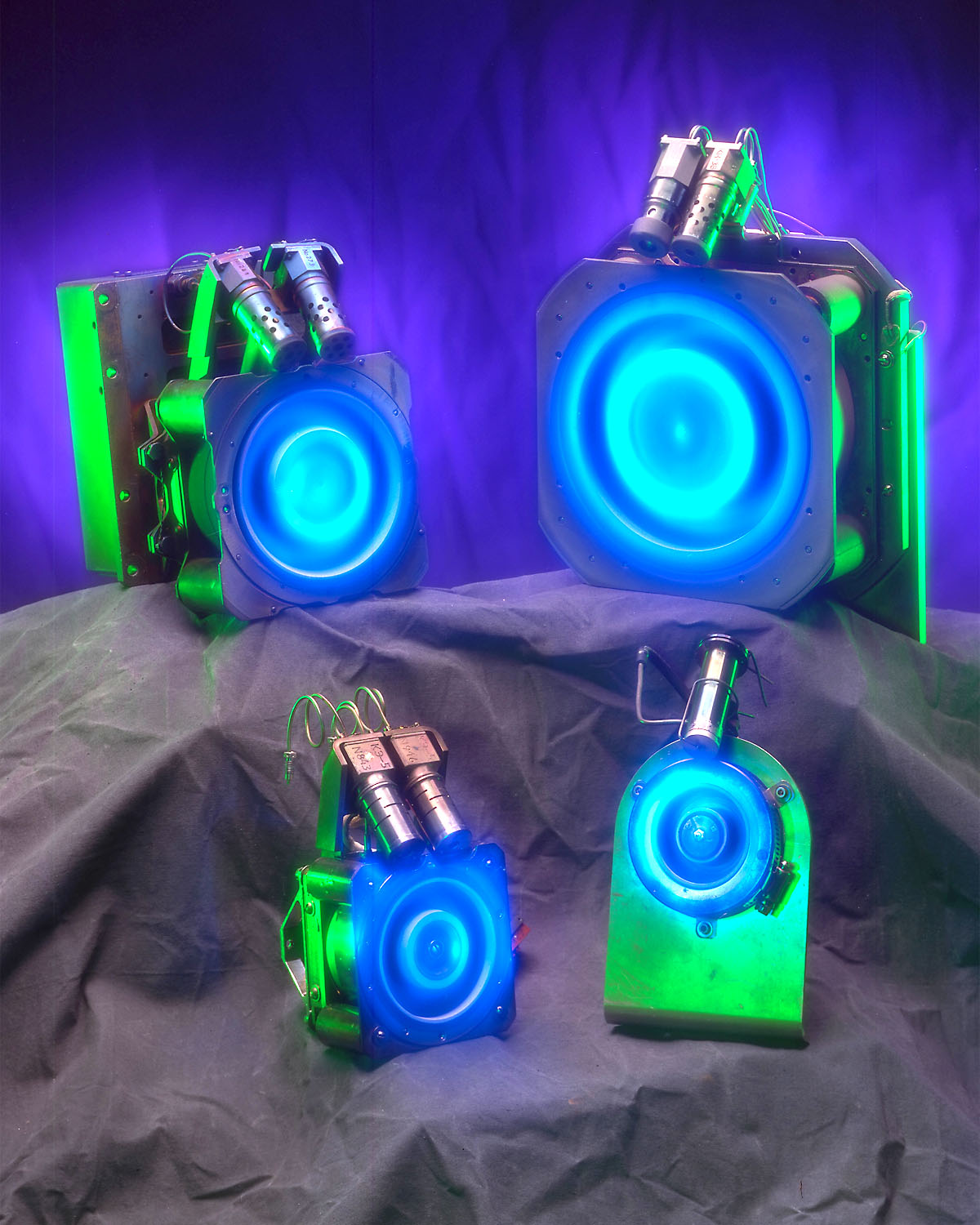
Propulsore ad effetto Hall SPT-140 usato per i test a terra

Il sistema di propulsione elettrica di Psyche utilizza i propulsori a effetto Hall SPT-140 alimentati da pannelli solari, in cui l'elettricità generata viene trasmessa a un motore a razzo elettrico, anziché alimentato chimicamente. Il propulsore ha una potenza operativa nominale di 4,5 kW, ma funzionerà anche per lunghi periodi a circa 900 watt. Psyche sarà la prima missione ad utilizzare propulsori ad effetto Hall oltre l'orbita lunare.
SPT-140 (Thruster stazionario al plasma) è un sistema di propulsione che è stato inventato in Russia da OKB Fakel e sviluppato dal Glenn Research Center della NASA, Space Systems Loral e Pratt & Whitney dalla fine degli anni '80. Il propulsore SPT-140 è stato testato per la prima volta negli Stati Uniti come unità da 3,5 kW nel 2002 come parte del programma Air Force Integrated High Payoff Rocket Propulsion Technology.
I pannelli solari che forniscono l'energia elettrica sono disposti a forma di X, con cinque pannelli su ciascun lato. Nel progetto iniziale la traiettoria della missione era diversa ma è stata successivamente riprogrammata; in precedenza i pannelli dovevano essere disposti in linea retta, con solo quattro pannelli su ciascun lato della navicella.

### Strumentazione scientifica
La sonda avrà un carico utile di 30 kg, composto da quattro strumenti scientifici:
- l'imager multispettrale fornirà immagini ad alta risoluzione usando filtri per discriminare tra componenti metallici e silicati;
- lo spettrometro a raggi gamma e neutronico analizzerà e mapperà la composizione elementare dell'asteroide;
- il magnetometro misurerà e mapperà il campo magnetico residuo dell'asteroide;
- il sistema di telecomunicazioni radio a banda X verrà usato per misurare il campo gravitazionale dell'asteroide e dedurne la sua struttura interna.

La navicella sperimenterà anche una tecnologia di comunicazione laser chiamata Deep Space Optical Communications. Si spera che il dispositivo sarà in grado di aumentare le prestazioni e l'efficienza delle comunicazioni di veicoli spaziali da 10 a 100 volte rispetto ai mezzi convenzionali. I raggi laser provenienti dalla navicella spaziale saranno ricevuti da un telescopio terrestre presso l'osservatorio di Monte Palomar in California.

## Panoramica della missione

### Lancio

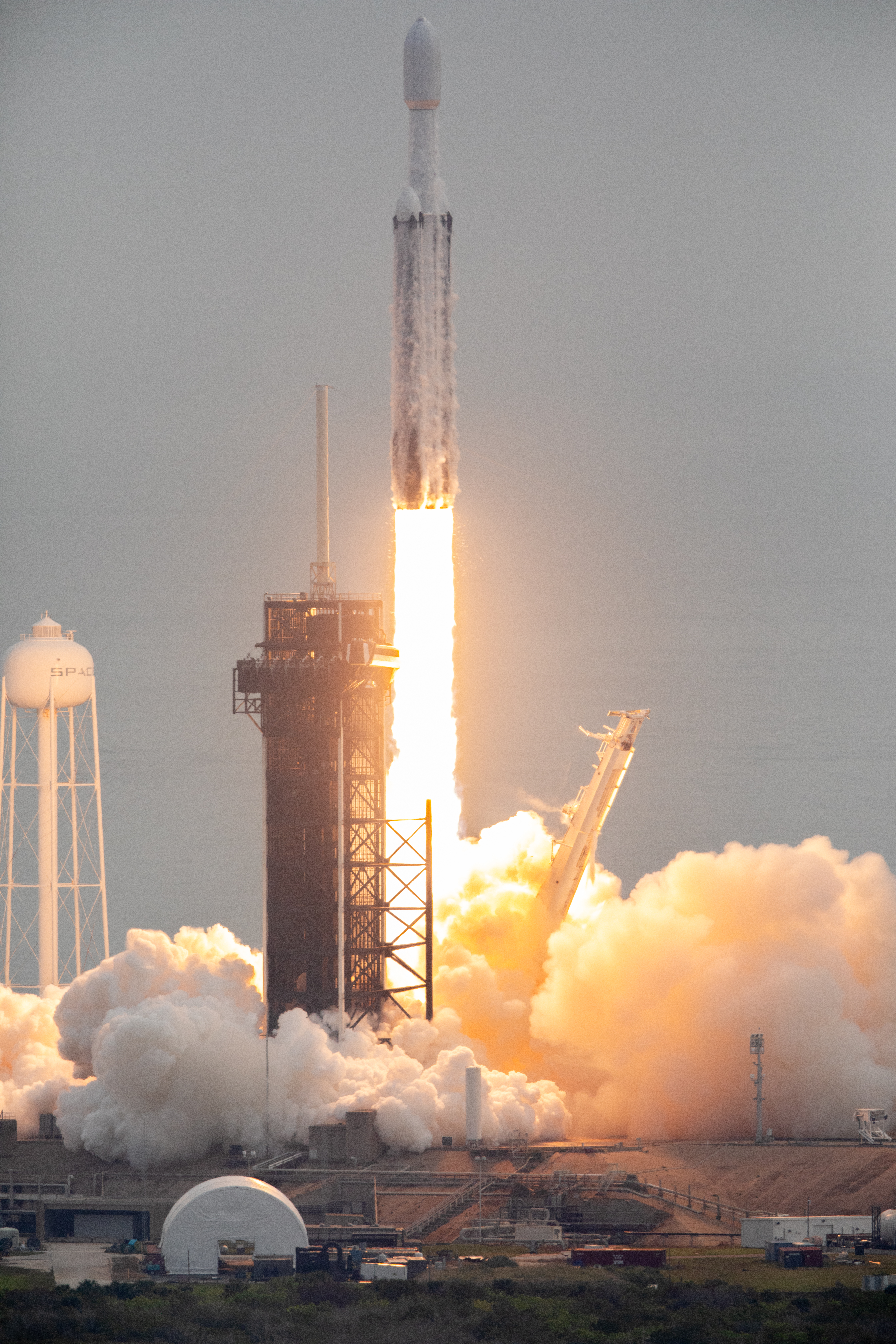
Il lancio di Psyche a bordo di un Falcon Heavy, il 13 ottobre 2023.

Nel settembre 2023 il lancio di Psyche è stato pianificato per il 12 ottobre 2023 su un lanciatore Falcon Heavy, e dopo il rinvio di un giorno per maltempo la sonda è stata lanciata con successo il 13 ottobre. Il costo del lancio è di 117 milioni di dollari. La sonda effettuerà un fly-by di Marte utilizzandolo come fionda gravitazionale, inserendosi su una traiettoria che la condurrà verso l'asteroide, arrivando a destinazione nell'agosto 2029. La missione prevede che rimanga operativa in orbita attorno all'asteroide per 21 mesi.

### Regime orbitale
Arrivato nei pressi dell'asteroide la sonda si inserirà in orbita a un'altezza di 700 km con un periodo orbitale di 56 giorni, che verrà progressivamente abbassata durante la missione. Nella prima fase la sonda utilizzerà il magnetometro per rilevare antichi residui di campi magnetici, che proverebbero che l'asteroide un tempo fosse di natura planetaria. L'imager inizierà a mappare la superficie, che sarà scandagliata più in dettaglio nella seconda fase, che dovrebbe durare circa 190 giorni. Nella terza fase, della durata di circa 100 giorni, la sonda misurerà l'influenza gravitazionale dell'asteroide ferroso, per poterne meglio determinarne la massa e la composizione interna.